# Удри јаче манијаче
„Удри јаче манијаче” је српски кратки филм из 1995. године. Режирала га је Марија Перовић која је написала и сценарио.

## Улоге
| Глумац                 | Улога      |
| ---------------------- | ---------- |
| Тихомир Арсић          |            |
| Мирко Бабић            |            |
| Марко Баћовић          | Полицајац  |
| Новак Билбија          |            |
| Драгана Ђукић          | Детектив 2 |
| Александра Јанковић    | Детектив 1 |
| Милутин Јевђенијевић   |            |
| Милутин Мима Караџић   | Бане       |
| Тони Лауренчић         |            |
| Андреја Маричић        |            |
| Предраг Милетић        |            |
| Драган Николић         | Рики       |
| Слободан Бода Нинковић |            |
| Енвер Петровци         |            |
| Чедомир Петровић       |            |
| Јован Ристовски        |            |